# Castillo de Benisanó
El castillo de Benisanó, en la población del mismo nombre, es uno de los mejor conservados de la Comunidad Valenciana. Fue edificado en la segunda mitad del siglo XV sobre el solar de una antigua alquería árabe denominada Benixanut, gracias a los deseos de la familia Cavanilles y Villarrasa, señores de Benisanó. Se puede considerar esta edificación como un castillo-palacio, donde se conjugan la fortaleza y la residencial señorial. En su aspecto primitivo, el castillo contaba con un puente levadizo y foso; el remate de la torre central era triangular y puntiagudo, estos elementos fueron eliminados en reformas posteriores. Las principales estancias del Castillo son el patio de armas; el vestíbulo, donde acceden los antiguos subterráneos ahora habilitados como bodegas; la sala noble, en la que hay que destacar las puertas blasonadas, la chimenea, una vidriera y los azulejos, que fueron incorporados a finales del siglo XIX en la reforma realizada bajo los designios de Luis Beltrán Escrivá de Romaní y la habitación donde residía el rey Francisco I de Francia cuando estuvo prisionero durante dieciocho días en nombre de Carlos I de España.

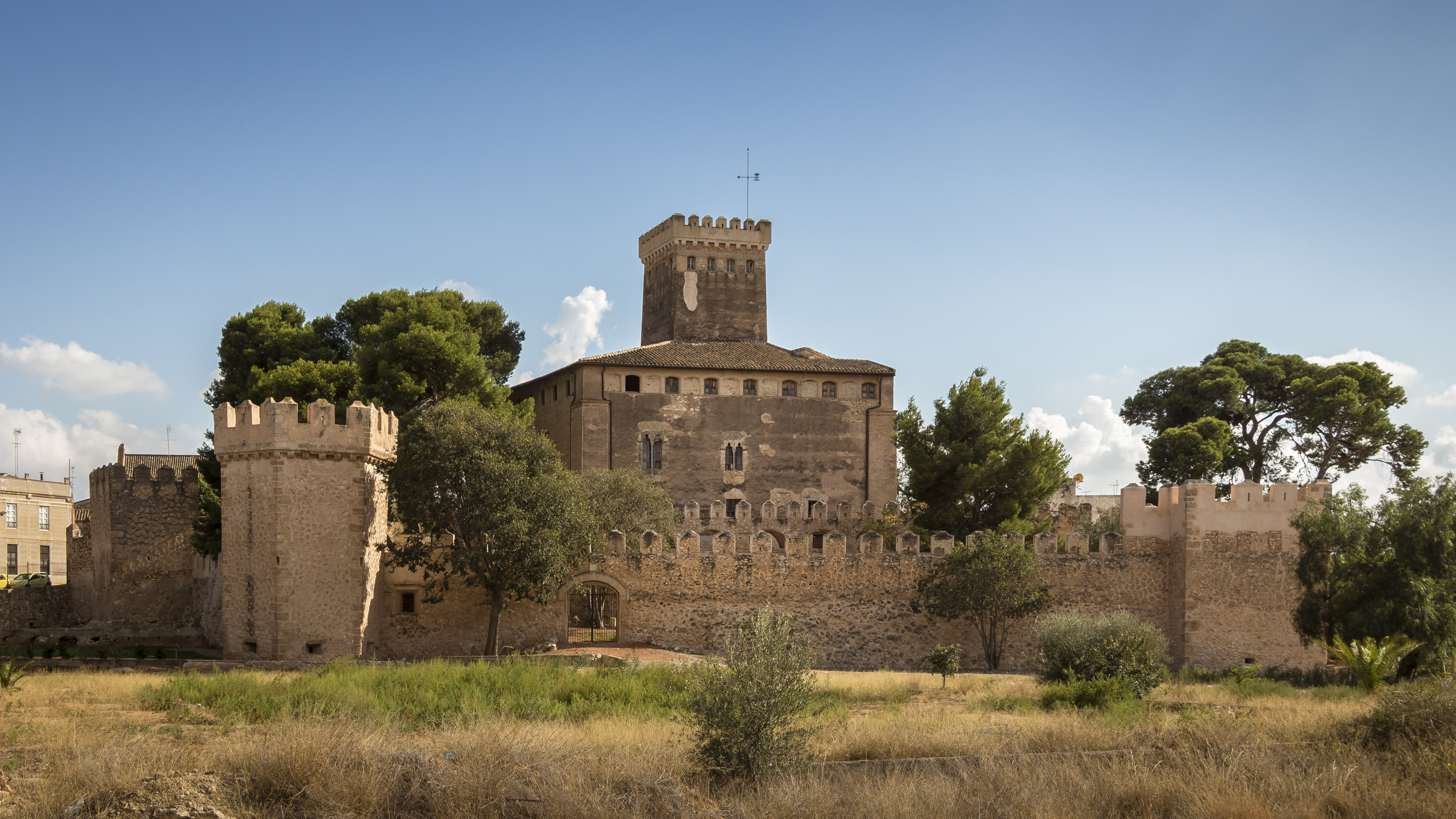
Castillo de Benisanó

Estas dos últimas estancias tienen el techo compuesto de un friso con los escudos de los Cavanilles Villarrasa alternando con una inscripción que dice la siguiente frase: "la supervía de vos matará amos a dos", la cual hace alusión a una leyenda modificada con el paso del tiempo y que tiene relación con la estancia del rey Francisco I. El Castillo además cuenta con azulejos de un gran valor histórico, por una parte tenemos los procedentes de la fábrica de Cárcer de finales del siglo XIV, y por la otra, están los llamados "cerámica azul" de Manises, fechada a finales del siglo XV. También, en una habitación aparecen decorando el techo los típicos "socarrats" o "cremats".
Respecto al entorno exterior del Castillo, antiguamente salían tres murallas y en cada una de ellas había cuatro torres colocadas a la misma distancia y tres portales (Bétera, Líria y Valencia), éstos aún mantienen su estado original. 
En 1987 fue adquirido por D. Vidal Valle con el objetivo de convertirlo en un museo de arte contemporáneo que nunca se realizó. A  Vidal Valle, Caja Madrid le embargó el castillo en 1994. En 1996 sale a subasta y entre la Generalidad Valenciana y el Ayuntamiento lo compraron por valor de 90 millones de pesetas, siendo alcalde Serafín Castellano y presidente de la Generalidad  Eduardo Zaplana, pasando a ser propiedad pública municipal.